# In Your Area
In Your Area es un álbum de Hawkwind, lanzado por Griffin Music en 1999.
Los primeros 6 temas fueron grabados en directo en Bruselas, Bélgica, el 20 de noviembre de 1997, durante la gira promocional del álbum anterior, Distant Horizons, mientras que los últimos 6 son tomas de estudio. El grupo se había desvinculado de su anterior sello Emergency Broadcast System, quedando sin compañía grabadora en el Reino Unido, por lo cual el álbum fue editado, en principio, solamente en los EE. UU. por el sello Griffin. 
Al año siguiente fue editado por Voiceprint en Gran Bretaña.

## Lista de canciones
1. «Brainstorm» (Nik Turner) / «Hawkwind in Your Area» (Dave Brock, Captain Rizz) – 11:08
2. «Alchemy» (Richards, Chadwick) – 2:46
3. «Love in Space» (Brock) / «Rat Race» (Brock, Rizz) – 5:51
4. «Aerospace-Age Inferno» (Robert Calvert) – 5:32
5. «First Landing on Medusa» (Calvert, Brock) – 1:41
6. «I Am the Reptoid» (Tree) – 3:19
7. «The Nazca» (Brock) – 0:44
8. «Hippy» (Tree, Richards) – 5:45
9. «Prairie» (Tree, Richards) – 2:39
10. «Your Fantasy» (Tree, Brock, Chadwick, Richards) – 5:04
11. «Luxotica» (Tree, Chadwick, Richards) – 3:09
12. «Diana Park» (Brock) – 4:21

## Personal
- Ron Tree: voz, bajo
- Dave Brock: guitarra, voz, teclados
- Jerry Richards: guitarra
- Richard Chadwick: batería

con:
- Captain Rizz: voz
- Crum (Julian Crimmins): teclados